# Autoportrét

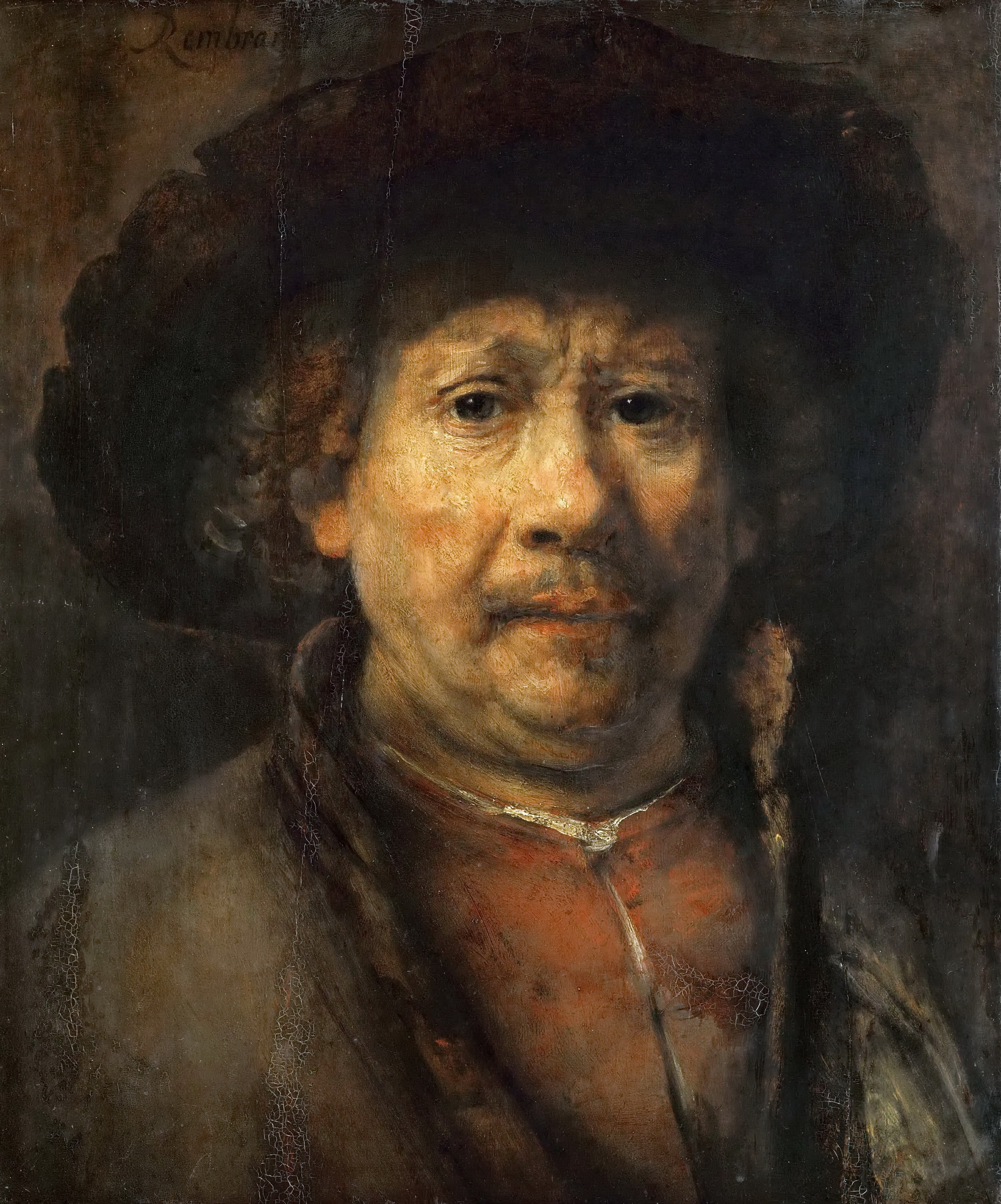
Autoportrét Rembrandta van Rijn

Autoportrét je výtvarné dílo, na němž autor formou portrétu zachytil svou vlastní podobu.
Rozvoj autoportrétu souvisí s rozvojem portrétní malby jako takové. První autoportréty vznikaly v renesanci. Významná je například řada autoportrétů Albrechta Dürera. Téměř výhradně byly autoportréty tvořeny jako malířské dílo. Sochařských autoportrétů je dochováno velmi málo, neboť na rozdíl od dvojrozměrného zobrazení, při jehož tvorbě lze použít zrcadlo, je vytváření trojrozměrného autoportrétu dosti komplikované.
Důvodem vzniku autoportrétu byla v minulosti často především možnost předvést případným zákazníkům vlastní uměleckou dovednost. Existence portrétního zobrazení, byť vlastnoručně zhotoveného, také malíře psychologicky řadila mezi zámožnější obyvatele, neboť vybavení vlastního domu portrétem si mohli dovolit pouze šlechtici či skutečně zámožní měšťané. Tvorba autoportrétu také obsahuje rysy introspekce a sebehodnocení. Malíř je nucen vložit do svého portrétu představy o sobě samém. Tento rys zesiluje v umění druhé poloviny 19. století a je dobře patrný například v autoportrétech Vincenta van Gogha.
| „               | Autoportrét byl prvním hříchem umění, prvním pokusem o nabourání dominantního postavení uměleckého ideálu. | “ |
| — Otto M. Urban | |   |

Urban dále říká, že autoportrét byl pro řadu umělců jedním z hlavních témat tvorby, znamenal
konkrétní identifikaci uměleckého díla a života jeho tvůrce, stíral jasné rozdíly mezi iluzí a
realitou, identita v autoportrétu nezná hranic.

## Autoportrét ve fotografii

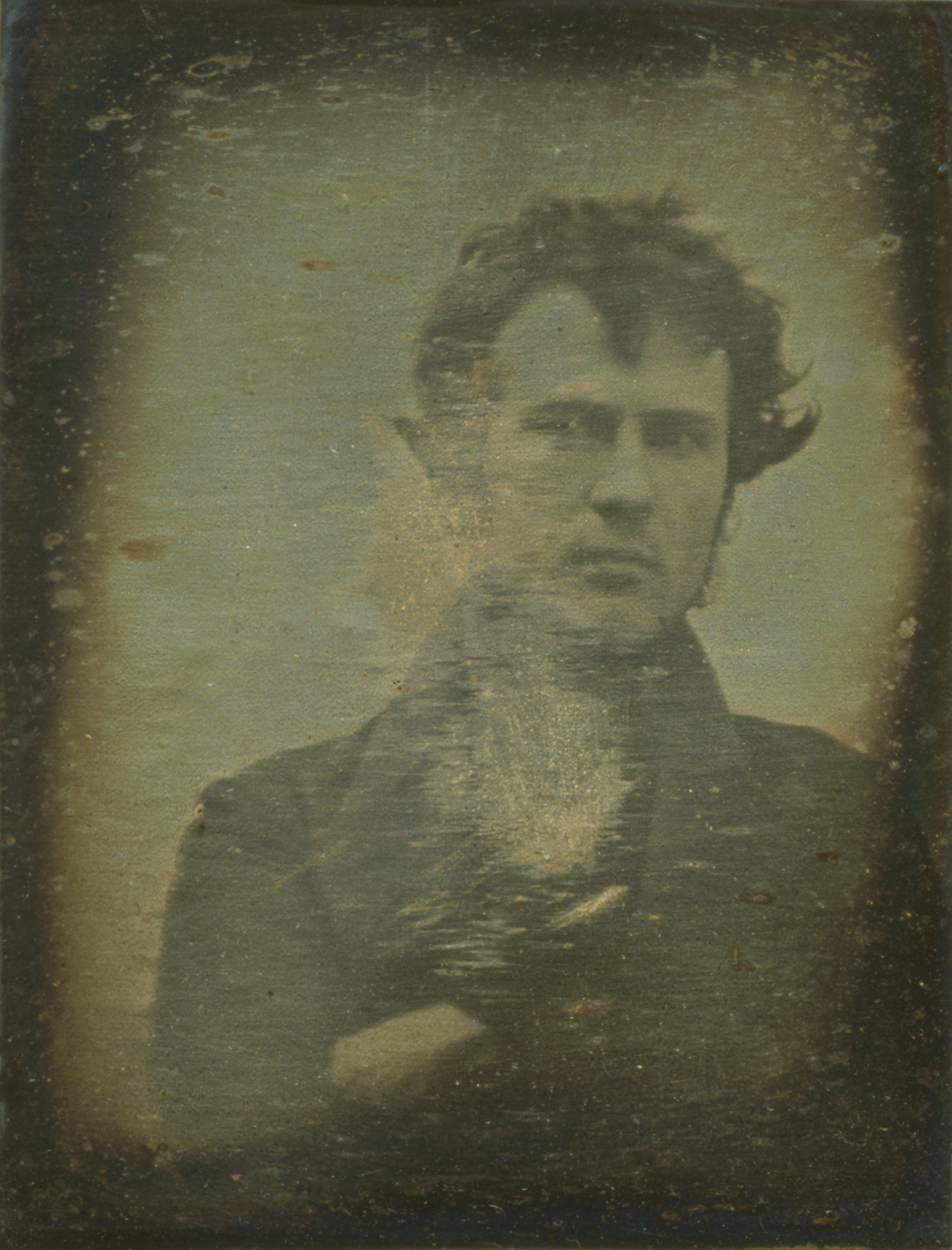
Robert Cornelius: Autoportrét, 1839; na zadní straně fotografie je napsáno: První světelný obraz co byl kdy pořízen

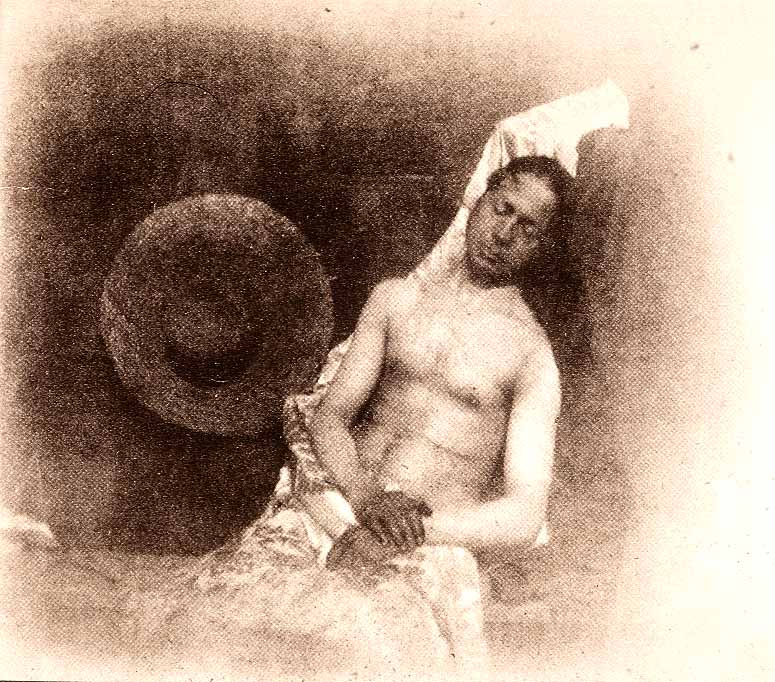
Hippolyte Bayard, Sbohem, krutý světe!, 1840

Jedním z prvních autoportrétů je snímek Američana Roberta Cornelia. Přibližně v říjnu 1839 Cornelius pořídil autoportrét před rodinným obchodem. Na daguerrotypii je středový čelní portrét muže se zkříženýma rukama a rozcuchanými vlasy. Tento autoportrét je navíc jednou z prvních portrétních fotografií člověka.
Dalším známým autoportrétem je zmanipulovaná fotografie Hippolyta Bayarda z 18. října 1840, nazvaný Sbohem, krutý světe!. Bayard sám sebe naaranžoval jako utopeného na protest proti nedostatku oficiálního uznání jeho podílu na vynálezu fotografie (proces kopírování přímých pozitivů). Na fotografii předstírá, že spáchal sebevraždu, jak sedí a naklání se k pravé straně. Snímek na papíře je na zadní straně opatřen textem se sebevražedným prohlášením, v němž uvádí:
| „                                   | „Toto tělo patří H. Bayardovi, vynálezci procesu, který právě vidíte. Pokud vím, tento neúnavný experimentátor byl tři roky zaměstnán svým vynálezem. Vláda, která tolik dala panu Daguerrovi, řekla, že nemůže nic udělat pro pana Bayarda, a ten nešťastník se utopil... Ach ta rozmanitost lidského života! Byl v márnici několik dní, nikdo jej nepoznal, ani si na něho neuplatňoval nárok. Dámy a pánové, měli byste raději poodstoupit aby nebyl raněn váš čich, jelikož – jak můžete vidět – tvář i ruce džentlmena již začínají zahnívat.“ | “ |
| — Hippolyte Bayard, 18. října 1840. | |   |

Tato fotografie je mimo jiné považována za jedno z prvních nahých mužských těl ve fotografii aktu. Na dalším autoportrétu, zhotoveném o sedm let později, je Bayard zachycen při práci v zahradě a na další fotografii pracuje v ateliéru. Zemřel o skoro padesát let později - v roce 1887 přirozenou smrtí.
Další autoři:
- Fred Holland Day (1864 – 1933) - I když se sám nepřiřazoval k žádné víře, zabýval se v období 1896–1898 křesťanskými otázkami. Návštěva Oberammergau v roce 1890 jej inspirovala k pašijové sérii. Rozruch způsobil v létě roku 1898 při aranžování scény pro sérii ukřižování na kopci.[5] Při tom mu pomáhalo několik jeho sousedů oblečených v šatech římských legionářů a on sám převzal roli Ježíše Krista. Série pojmenovaná Posledních sedm slov Krista má představovat poslední slova Ježíše. Day byl za své činy ve své době velmi kritizován.[6]

- Samuel Foss - autoportrétista z Mali, který zachycuje proměny vlastní identity a stylizuje se do podoby afrických politiků.

- Gideon Gechtman (1942-2008) byl izraelský umělec, fotograf a sochař. Jeho umění je nejznámější dialogem se smrtí, často v souvislosti s jeho vlastním životem. Výstava v roce 1973 s názvem "Exposure" znamenala Gechtmanův rostoucí zájem o spojení mezi uměním a biografickou dimenzí. Na stěnách galerie byly zvětšené fotografie procesu holení těla před otevřenou operací srdce, kterou podstoupil v témže roce. Také na této výstavě byly skutečné a smyšlené dokumenty týkající se Gechtmanova zdravotním stavu. Při ukončení výstavy Gechtman otiskl vlastní vymyšlené nekrology v izraelských denících.

- Francesca Woodman (1958-1981)
- Yasumasa Morimura (1951)
- Lucas Samaras (1936)
- Robert Mapplethorpe (1946-1989) - zejména v 70. letech
- Joel-Peter Witkin
- Cindy Sherman zobrazuje vlastní tvář, ale většinou celé své tělo.[2]

- Yasumasa Morimura

- Gilbert & George

- Pierre et Gilles

- Athena Tacha (*1936, Řecko) pořídila cyklus vlastních portrétních fotografií 36 let stárnutí, který vystavila Eclipse Gallery, Arlington, VA, 2008.

- Noah Kalina (* 1980, USA) pořídil videosnímek Everyday (Každý den) poskládaný z autoportrétních fotografií, a jenž je od srpna 2006 umístěn a prezentován na internetových video portálech. Pouze na YouTube byl zhlédnut více než 20 milion krát. Úspěch videa vyvolal diskusi o tom, zda tento typ projektů je fotografické umění. Richard Brenson, profesor fotografie na Yale University, nazval projekt jako absolutní ztráta času. William Ewing, ředitel Musée de l'Elysée však prohlásil, že Kalinova práce pomohla etablovat novou formu portrétu.[7] Projekt Everyday dnes patří ke stálým sbírkám Austinského Muzea umění.

- Mariko Mori (*1967 Tokyo, Japonsko) je japonská umělkyně pracující s videem a fotografií; ve svých dílech přebírá kontrolu sama nad svou rolí. Vznikají obrazy exotické, s neznámou bytostí v každodenních výjevech. Jednou se obléká se jako sexy cyborg se světle modrými vlasy, dlouhými copy, podruhé zase stojí v tokijském metru oblečená jako kdyby právě přistála z vesmíru. Oblečená v kostýmu ze stříbrné metalízy s headsetem, mikrofonem a tlačítky na svém předloktí.[8]

- Per Hüttner (*1967) je švédský fotograf a vizuální umělec jehož nejznámějším cyklem je Běhání v exotických městech z 90. let. Sám běhal ve vzdálených městech, která se pro západní civilizaci zdají být exotická.[9] Na fotografiích vidíme umělce v bílém oblečení[10], jak si razí cestu rušnými městy, jako jsou například Čennaí, Mexico City nebo Lusaka.[11] Byl vystavován v galeriích v USA,[12] Španělsku[13] Polsku,[14] Rumunsku,[15] Rakousku,[16] Číně[17] a Švédsku.[18] Velmi často pořizuje vlastní portréty, ať už je to v cyklech Demokracie a touha, Filling the City with Dreams, nebo Znovuzrození.

- Cristina Otero (1995 Pontevedra, Galície, Španělsko) je španělská fotografka a umělkyně. Většinou se zaměřuje na vlastní autoportréty zblízka. Je nejmladším umělcem ve Španělsku, který vystavoval v galerii umění. O své tvorbě říká: V mých fotografiích jde především o kontrast, abych vyzdvihla něco z celkové kompozice, většinou jsou to oči. Věřím, že je to neskutečné, melancholické a romantické.

- Natalie Dybisz

- Lilith Love (1964 Sevenum, Nizozemsko) je nizozemská výtvarná fotografka a obrazová umělkyně. Mezi témata, kterými se ve svém díle zabývá jsou například identita, ženy a jejich archetypy, genderová manipulace, svoboda a rovnost. V roce 2005 začala s publikováním svých autoportrétů na Internetu, které doplňovala svými příběhy. Nejdříve pomocí webkamery, pak s jednoduchým kompaktním fotoaparátem. V roce 2006 fotografie zcela převzaly písemnou podobu. Od té chvíle vypráví svůj životopis s pomocí zrcadlovky, stativu a dálkového ovládání. Byly často kontroverzní. V roce 2012 začala se svým projektem Lilith in da House (Lilith v domě). Dekorací pro autoportréty se staly neznámé a cizí domy.

- Brooke Shaden (* 1987)

- I-ťün Liao

### České země
- Zdeněk Lhoták (* 1949) od roku 1989 vytváří cyklus Autoportréty, snímá detaily vlastního nahého těla, které jsou výtvarně stylizované. Jejich znakem je abstraktnost, často není zřejmé, o jakou část těla se jedná.[19]

- Dita Pepe (* 1973) je autorkou cyklu inscenované portrétní fotografie Autoportréty, ve kterém se vyfotografovala s ženami různého věku, charakteru i společenského postavení.[20]

- Blanka Chocholová (* 1953)

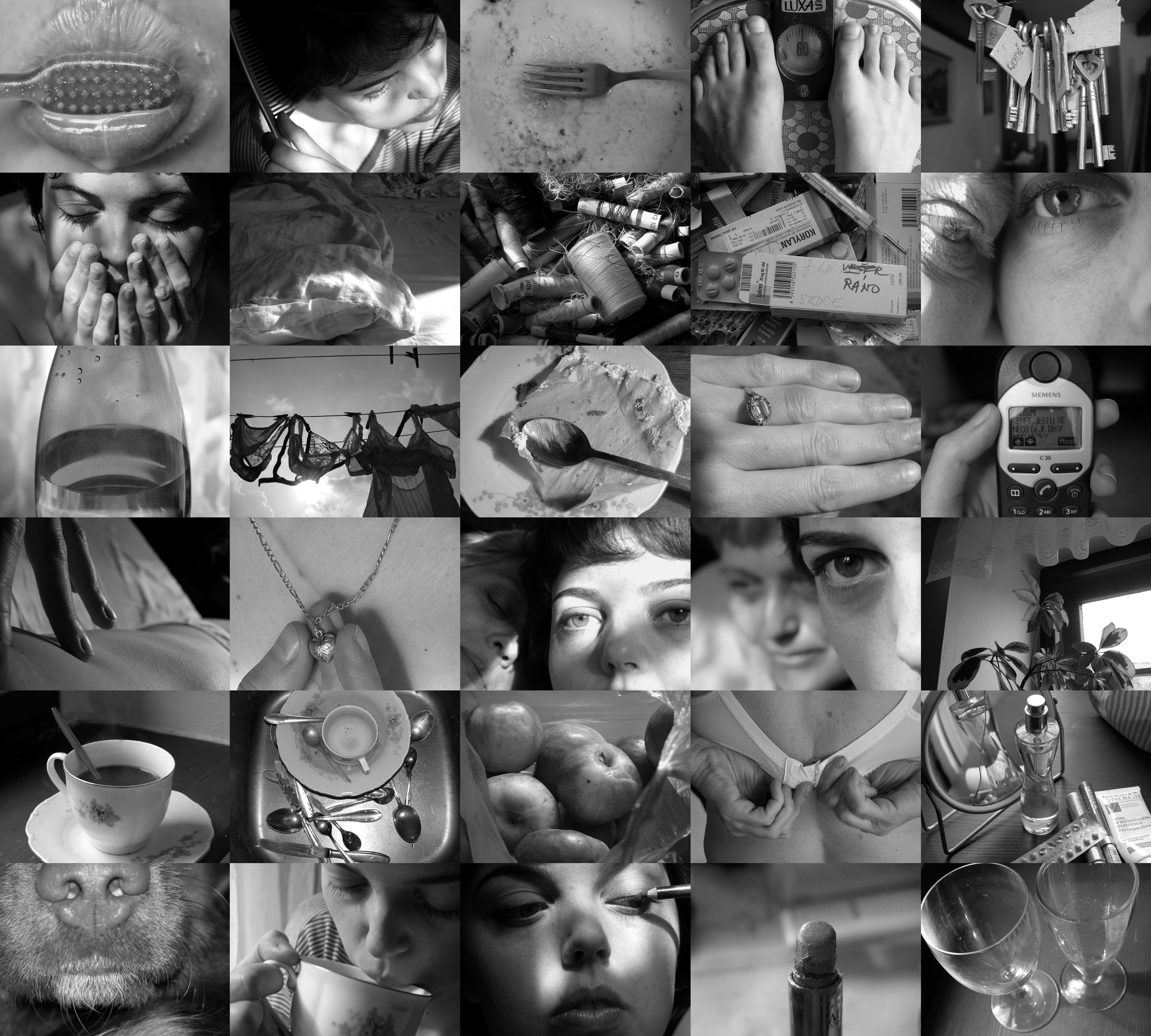
Věra Stuchelová: Soukromý prostor

- Věra Stuchelová (* 1973) v cyklu Soukromý prostor zdůrazňuje intimitu tohoto světa, který je podle ní zranitelný a křehký. Jedná se o autoportrét, rozšířený i o portréty věcí, vztahů a prostředí.[21] Cyklus Mateřská dovolená (2008) má dvě části. Ta první se skládá z černobílých autoportrétů, kdy je tvář autorky skryta za běžnými věcmi používanými při mytí nádobí, vaření, uklízení a podobně. Druhá část je barevná a tvoří je autoportréty s její dcerou. Je v ní intimnost, hravost, láska i vzájemnost, ale i síla, protože mateřství v sobě obsahuje obrovskou sílu, náboj emocí a entuziasmu ale i nutnost překonávání šedi a rutiny každodennosti.[22]

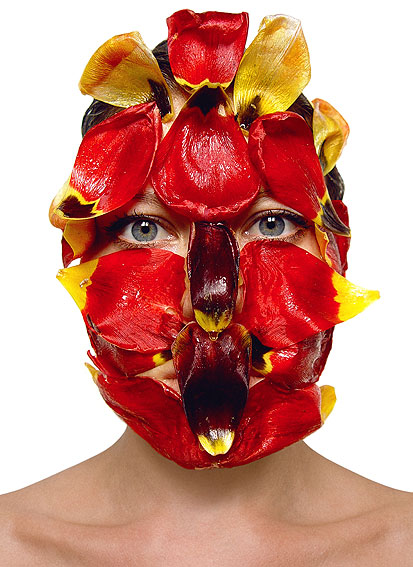
Barbora Bálková: Masky - V řeči květin, 2005

- Barbora Bálková (* 1978) vytváří ucelené koncepty, které vždy sledují určité stěžejní téma. Nejtypičtějším obsahem děl Barbory Bálkové je přitom téma individuální lidské identity, její prožívání a proměnlivost. S tím souvisí také otázka sebeprožívání a sebenahlížení v nejrůznějších situacích a souvislostech. V projektu Masky (2004-10) je na dvaceti analogických portrétních fotografiích zachycena její tvář se stále stejným neutrálním výrazem, ale vždy v jiné masce. Ta je utvořena většinou z běžných domácích propriet, jako je chleba, vejce, slanina, formy na vánoční cukroví, knoflíky, nebo třeba psí chlupy, či seno. Stejná tvář má tak někdy podobu uzavřené duše květů, pak zase melancholického rytíře, jindy vidíme poraněný obličej, nebo absurdního křehkého tvora. Z jednotlivé krásné tváře se tak v proměnách masek stává dvacetkrát jinak estetizované a dojemné monstrum, které nemá šanci se dorozumět se svým okolím.

| „                       | Maska sama o sobě mne zajímá jako cosi, co víceméně v přeneseném slova smyslu patří k našemu každodennímu životu. Je to forma zbraně, kterou užíváme za účelem obrany, ochrany, zastrašení, ale i vábení, zvýšení atraktivity, pobavení, zvýraznění emoce, demonstrace určité sociální role, postoje... | “ |
| — Barbora Bálková, 2011 | |   |

- Václav Stratil (* 1950) jako materiál používá především svou vlastní osobu a zkoumá proměnlivost lidské identity. Cykly Řeholní pacient, Nedělám nic a menší Čistá mafie (od roku 1991 do poloviny devadesátých let) obsahují snímky, na kterých se nechává portrétovat v komunálních fotoateliérech s různými účesy, výrazy a rekvizitami. Na jednotlivých snímcích (asi 50 fotografií), se objevují náboženské motivy, ironické provokace i výrazy šílenství. Stylizoval se do podoby Adolfa Hitlera, buddhistického mnicha nebo zarostlého starce.[24]
- Martin Stranka (* 1984)

### Galerie

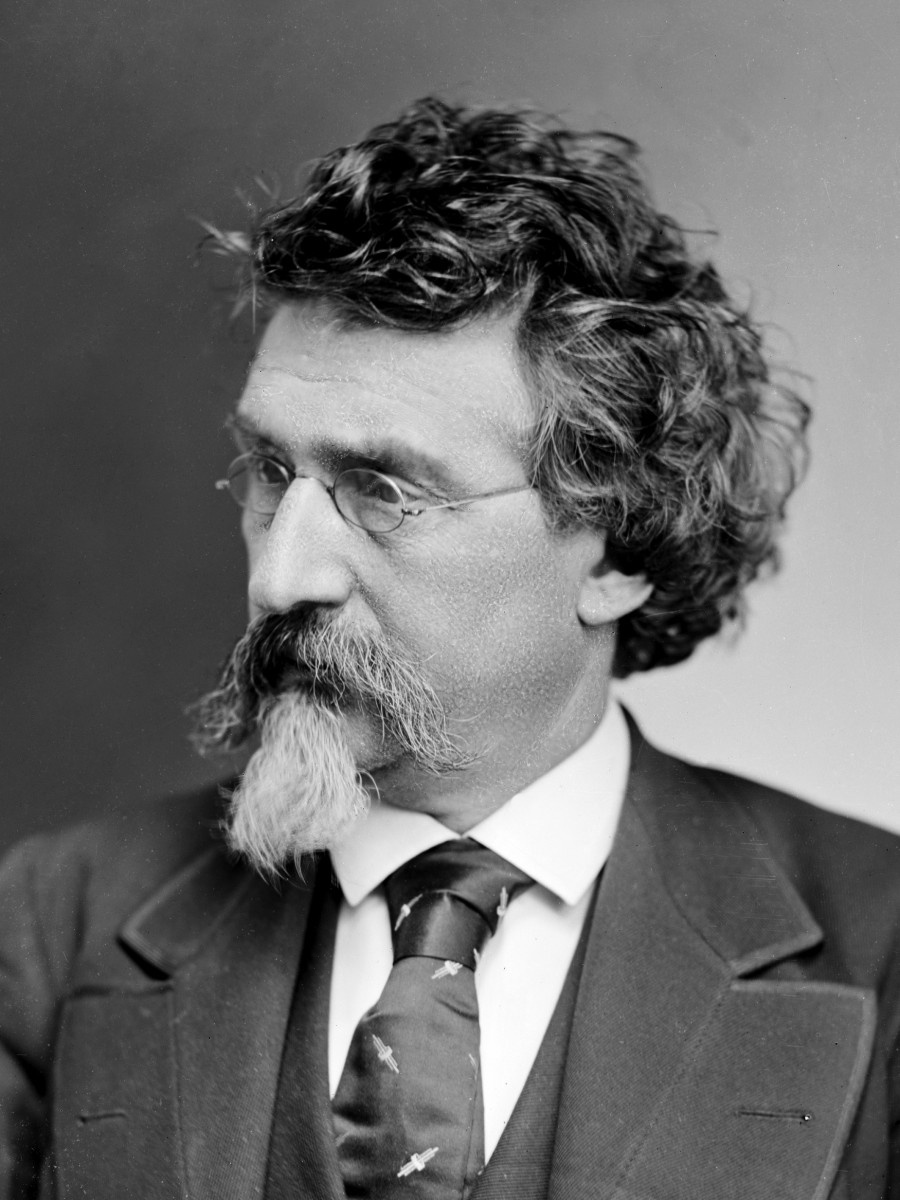
Mathew Brady, autoportrét, circa 1875
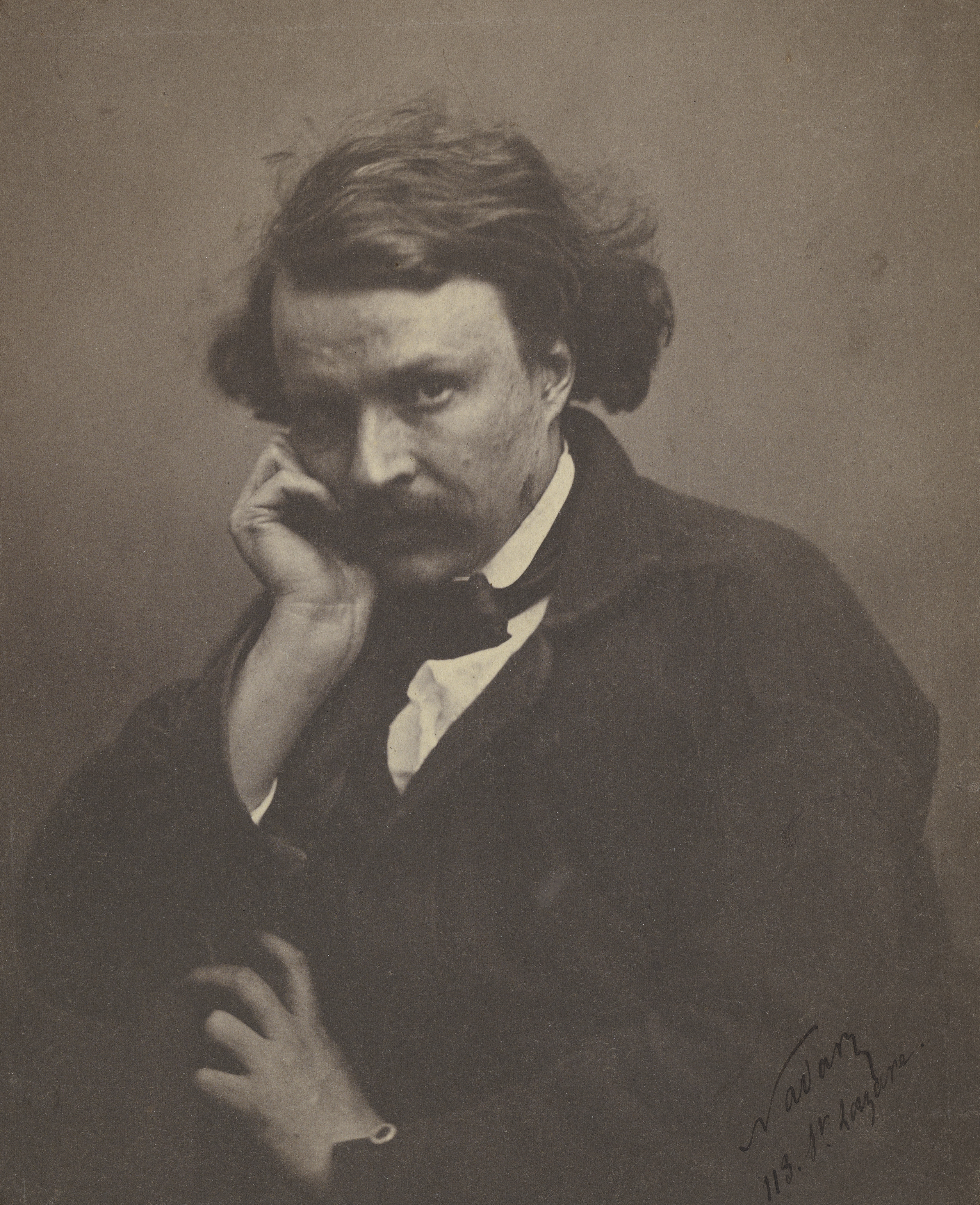
Nadar, významný francouzský portrétní fotograf, cca 1870
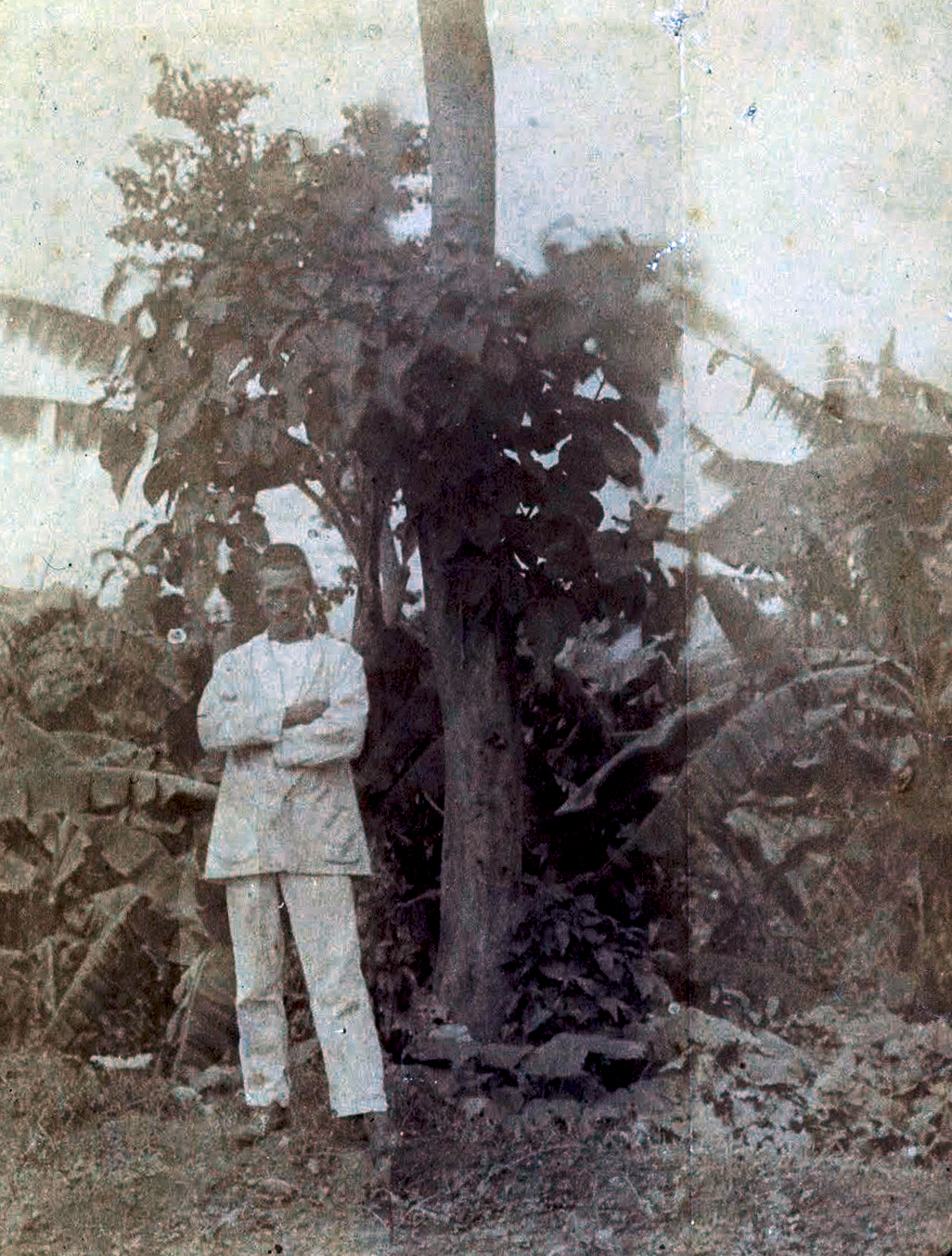
Arthur Rimbaud, Autoportrét v Hararu, Etiopie, 1883,
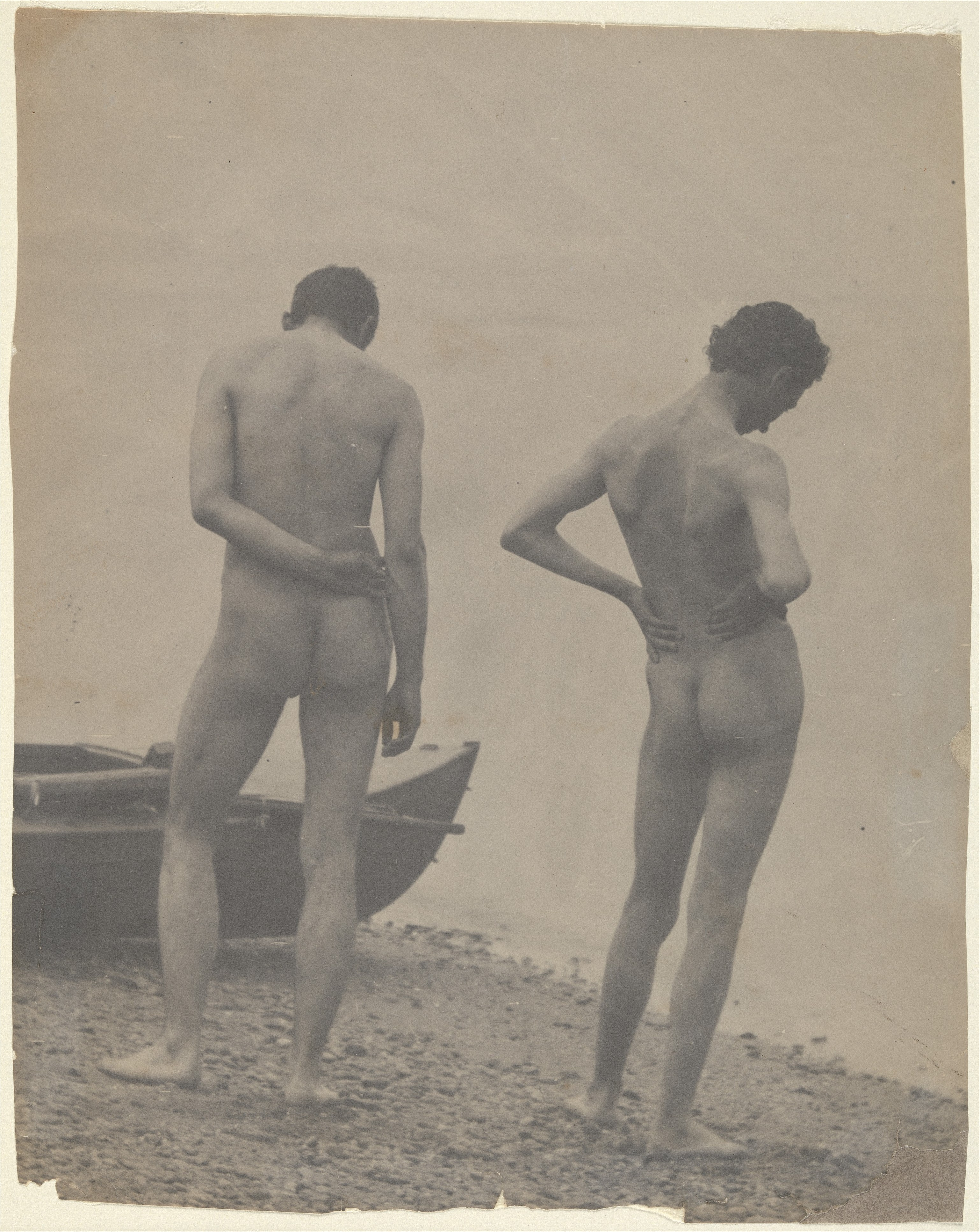
Thomas Eakins, Autoportrét s Johnem Lauriem Wallacem, circa 1883
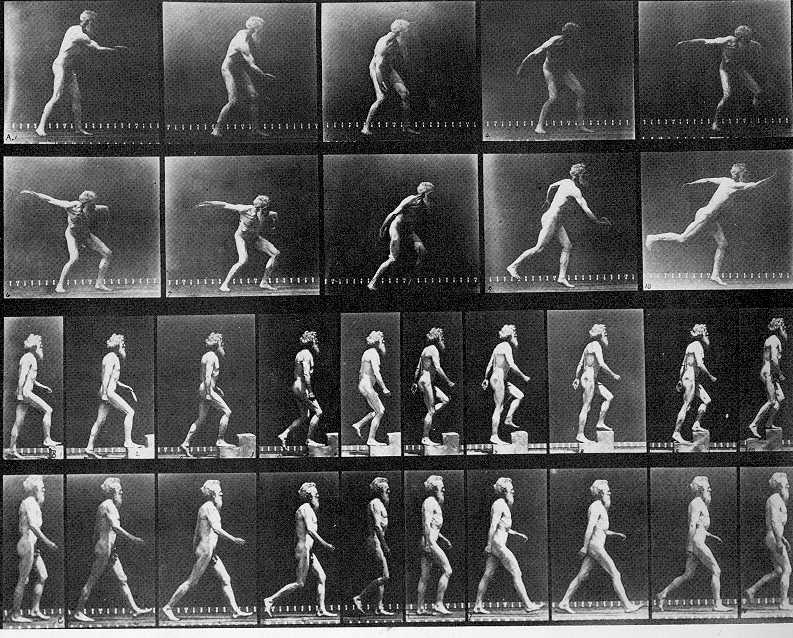
Eadweard Muybridge Autoportrét jako muž házící, stoupající a chodící, circa 1893
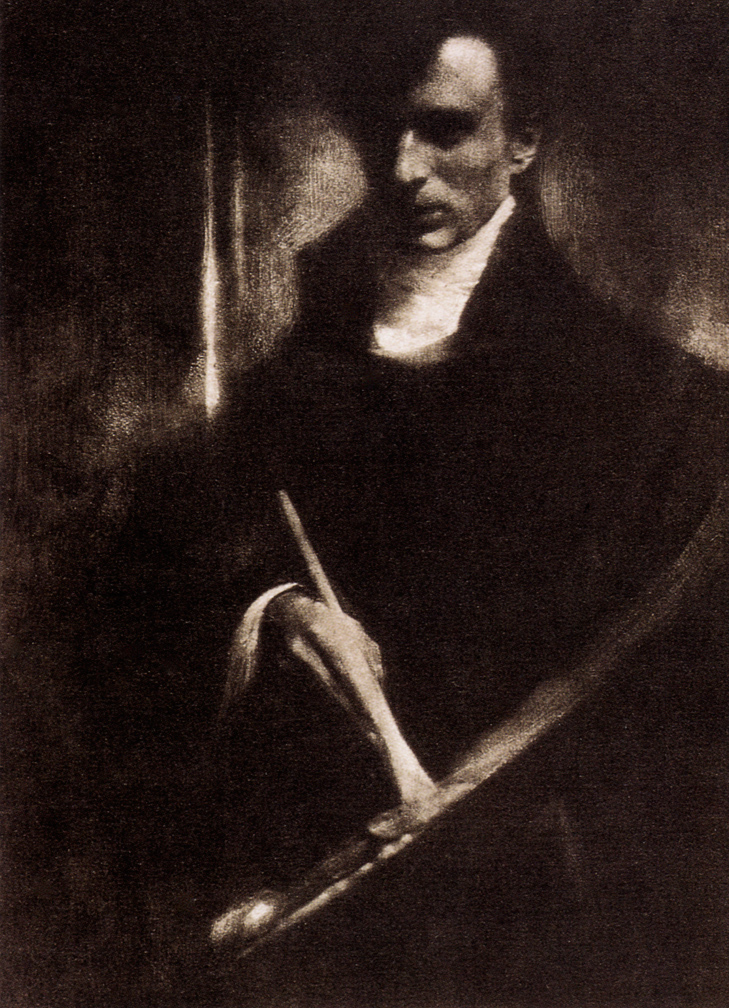
Edward Steichen, na autoportrétu s paletou jako malíř, Camera Work č. 2, 1903
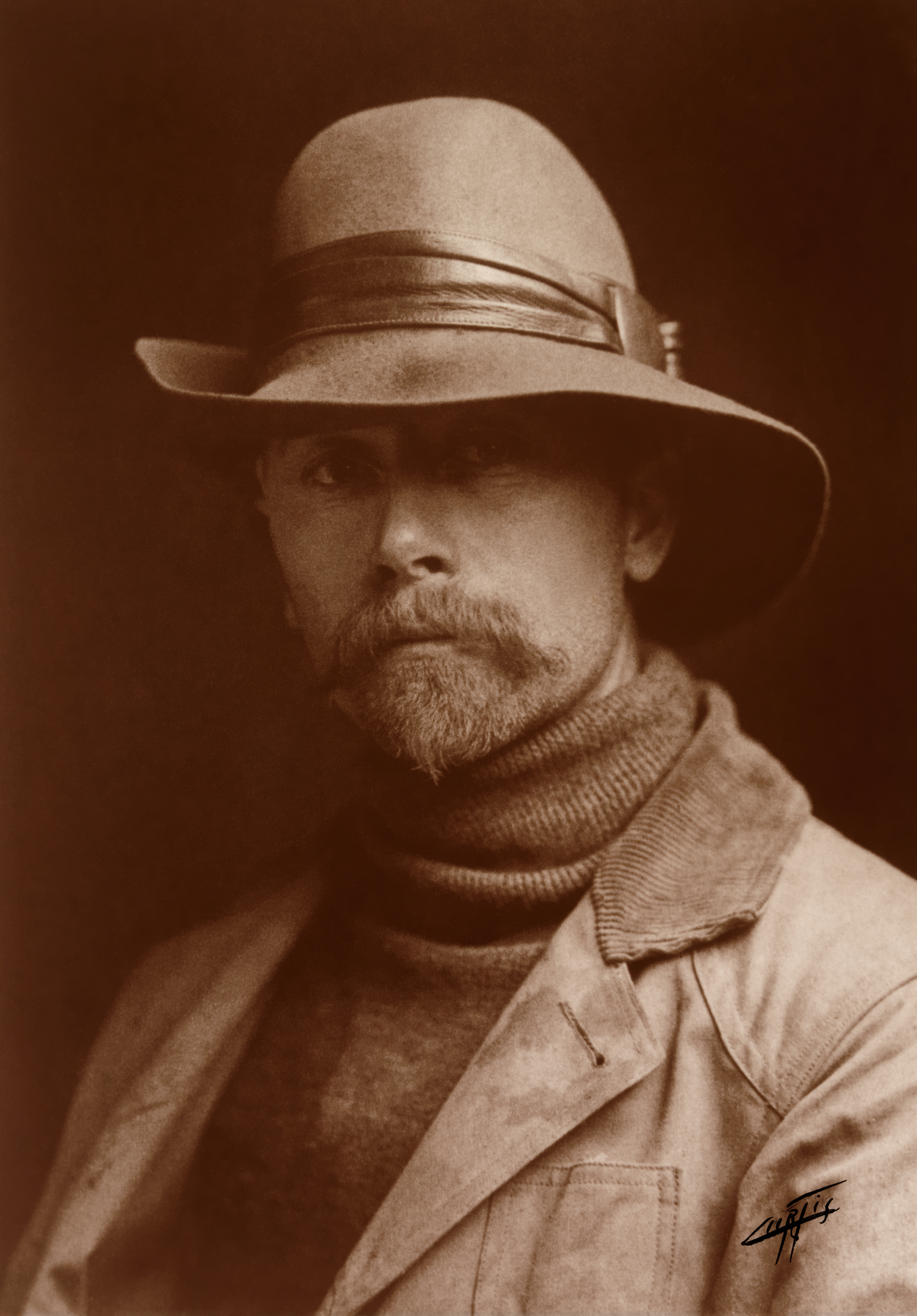
Edward S. Curtis, autoportrét, 1898
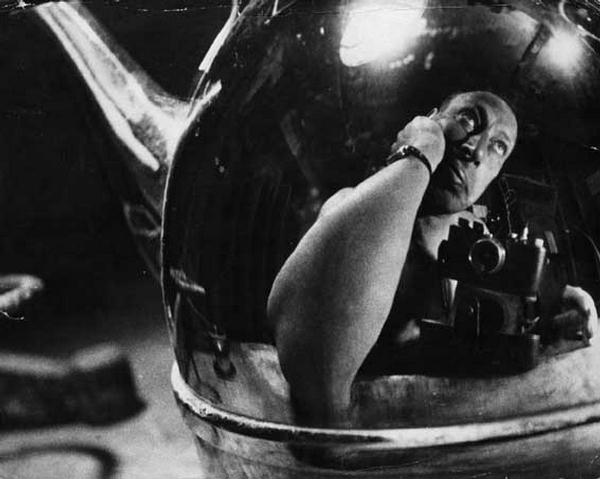
Eleazar Langman, Autoportrét,1935
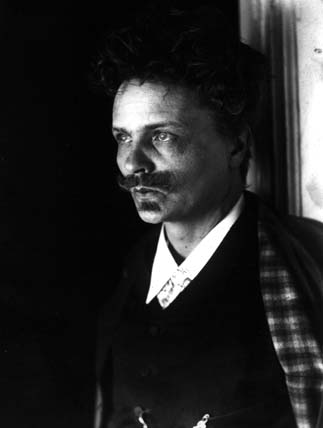
August Strindberg, autoportrét, c. 1900
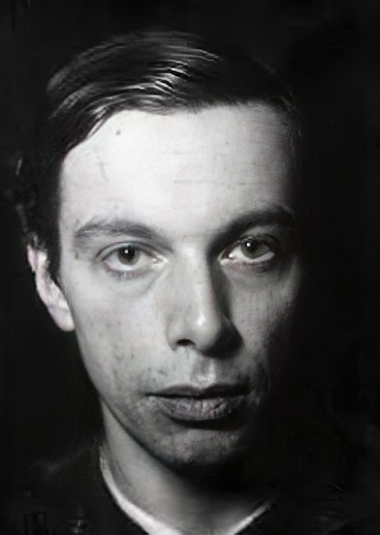
Ernst Kirchner, autoportrét, 1919
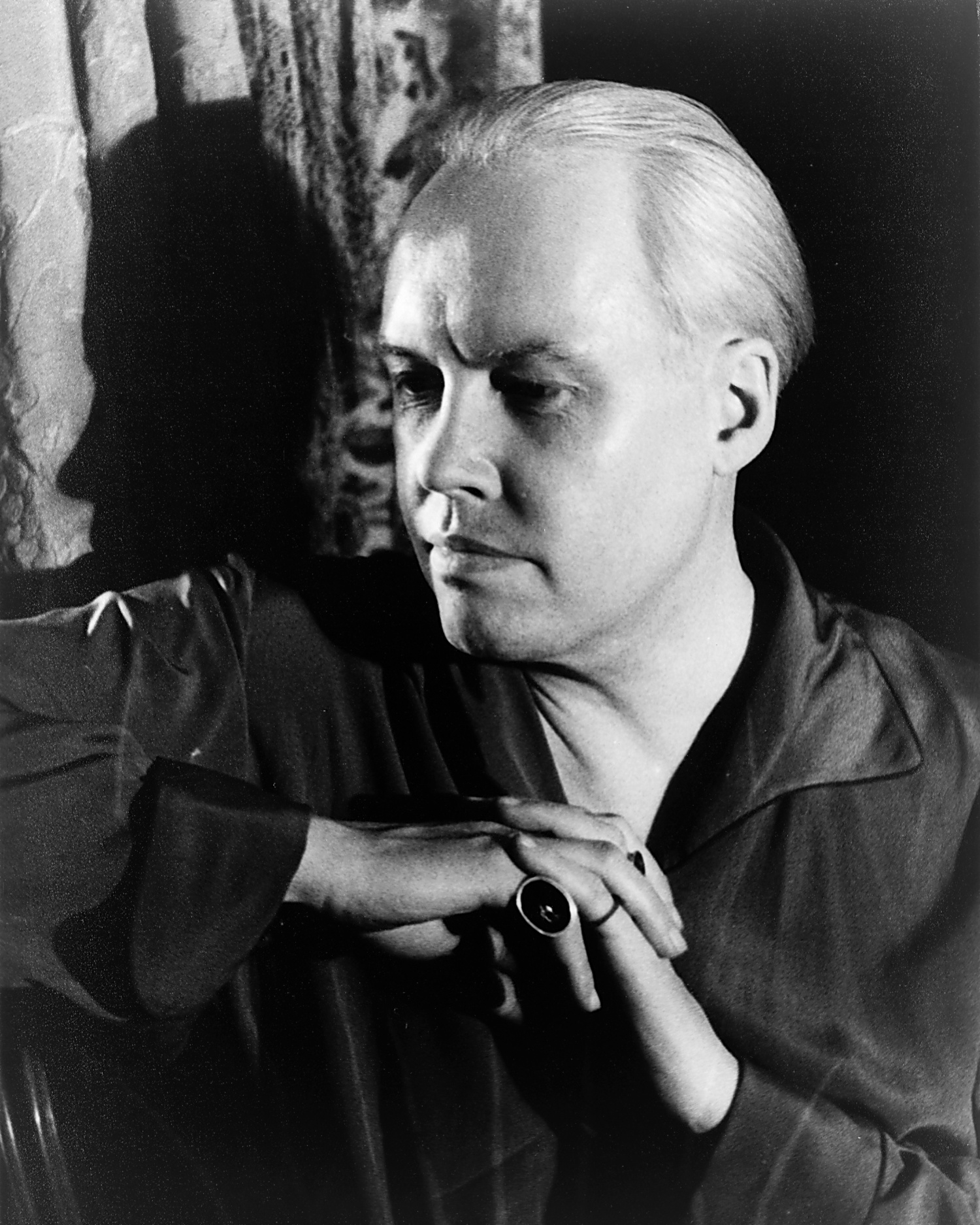
Carl van Vechten – portrétní fotograf, autoportrét, 1934
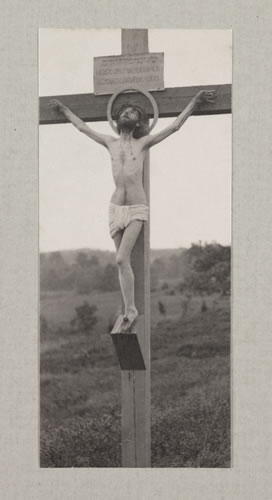
F. Holland Day: Ukřižování, autoportrét, 1898
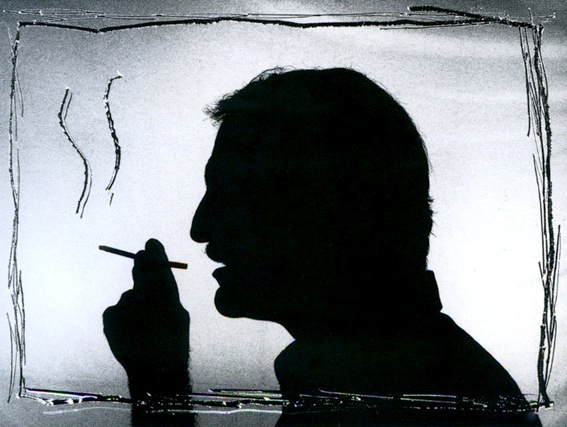
Augusto De Luca: autoportrét, 2000